# Пакулов, Глеб Иосифович
Глеб Ио́сифович Па́кулов (1 января 1930, село Буссе, Амурская область — 14 марта 2011, Иркутск) — русский советский прозаик, поэт. Член Союза писателей СССР (1977).

## Биография
Родился 1 января 1930 года в селе Буссе Амурской области. В 1956 году окончил художественное училище в Новосибирске, учился на географическом факультете Киевского государственного университета. С 1959 года жил в Иркутске. Работал геофизиком в геологоразведочных партиях Иркутской области.
Глеб Пакулов был ближайшим другом драматурга Александра Вампилова и по стечению трагических обстоятельств оказался 17 августа 1972 года на Байкале, возле истока реки Ангары, в одной лодке с Александром Вампиловым, которая перевернулась, задев топляк. Глебу Пакулову удалось спастись, а Александр Вампилов, не доплыв до берега несколько метров, скончался от переохлаждения и остановки сердца.
В художественном фильме «Облепиховое лето» (2018) Глеба Пакулова сыграл актёр Александр Усердин.

## Творчество
Первые стихи были опубликованы в газете «Советская молодёжь». Первая книга стихов «Славяне» была издана в Восточно-Сибирском книжном издательстве (Иркутск) в 1964 году. Автор исторических романов «Варвары», «Гарь», исторических повестей «Тиара скифского царя», «Ведьмин ключ» и других произведений. Писал сказки для детей («Горнист Чапая», «Сказка про девочку Лею, великана Добрушу и короля Граба»).

## Награды
- Премия губернатора Иркутской области (2006) — за роман «Гарь»[2].

## Экранизации
- Беглецы (2014) — по повести «Ведьмин ключ»[3].

## Избранная библиография
- Тиара скифского царя: Повесть. — Иркутск: Вост.-Сиб. кн. изд-во, 1970. — 92 с. — 50000 экз.
- Варвары: Исторический роман. — Иркутск: Вост.-Сиб. кн. изд-во, 1976. — 239 с. — 15000 экз.
- Глубинка: Повести. — М.: Современник, 1981. — 288 с. — 75000 экз. — Новинки «Современника»[4].
- Гарь: Роман. — Иркутск: Иркутский писатель, 2005. — 416 с. — 1.000 экз.